# Cryptolabis (Cryptolabis) bidenticulata
Cryptolabis (Cryptolabis) bidenticulata is een tweevleugelige uit de familie steltmuggen (Limoniidae). De soort komt voor in het Nearctisch gebied.